# Sukran Kavak
Sukran Kavak, född 5 augusti 1982 i Turkiet, är en svensk journalist.
Kavak kom till Sverige som sjuåring 1990 med sin familj. Hon är utbildad jurist på Stockholms universitet. Hon började arbeta som journalist 2003 på Sveriges Radio P3:s grävande samhällsprogram Front. Under sin tid där blev hon en av de yngsta någonsin som nominerats till journalistpriset Guldspaden.   Hon har arbetat på TV4-nyheterna och varit krönikör på olika tidningar, bland annat Dagens Arbete, Hemma i HSB och tidskriften Ponton. Hon är sedan 2011 anställd på Sveriges Radio där hon arbetat på bland annat Ekot och Tendens i P1. Kavak har gästföreläst på bland annat juristutbildningen och på JMK på Stockholms universitet och varit moderator. 
År 2017 nominerades hon till Stora journalistpriset, kategorin Årets berättare, för sin dokumentär Jag tolkar åt pappa.